# هوارد ميرفي
هوارد ميرفي (بالإنجليزية: Howard Murphy)‏ هو لاعب كرة قاعدة أمريكي، ولد في 1882 في برمنغهام في الولايات المتحدة، وتوفي في 5 أكتوبر 1926 في فورت وورث في الولايات المتحدة.

## وصلات خارجية
- هوارد ميرفي على موقعبيزبول رفرنس.كوم (الدوري الرئيسي) (الإنجليزية)
- هوارد ميرفي على موقعبيزبول رفرنس.كوم (الدوري الثانوي) (الإنجليزية)